# London Boys (canção de T. Rex)
"London Boys" é uma canção da banda britânica de rock T. Rex, escrita por Marc Bolan e lançada como single em 21 de fevereiro de 1976 pela EMI Records. A faixa não foi lançada em um álbum, mas foi originalmente planejada para aparecer em uma das óperas rock de Bolan, The London Opera e Billy Super Duper. Seu lado B, "Solid Baby", foi retirado do álbum Bolan's Zip Gun (1975).
A canção ficou na tabela musical britânica por três semanas, chegando ao número 40.